# 五五新镇街道
五五新镇街道，是中华人民共和国新疆维吾尔自治区克拉玛依市克拉玛依区下辖的一个乡镇级行政单位。

## 行政区划
五五新镇街道下辖以下地区：
街道虚拟社区。